# Палац Трьомсгольм (Швеція)
Трьомсгольм — міський район у комуні Гальстагаммар у волості Кольбек. Площа Трьомсгольма також включає в себе міста Мьолнторп і Борґасунд.

## Ріст населення
Шаблон:Befolkningsutveckling

## Іпологічний центр
Трьомсгольм включає в себе Трьомсгольмську регіональну лікарню для тварин, одну з регіональних лікарень у Швеції для коней і дрібних тварин.

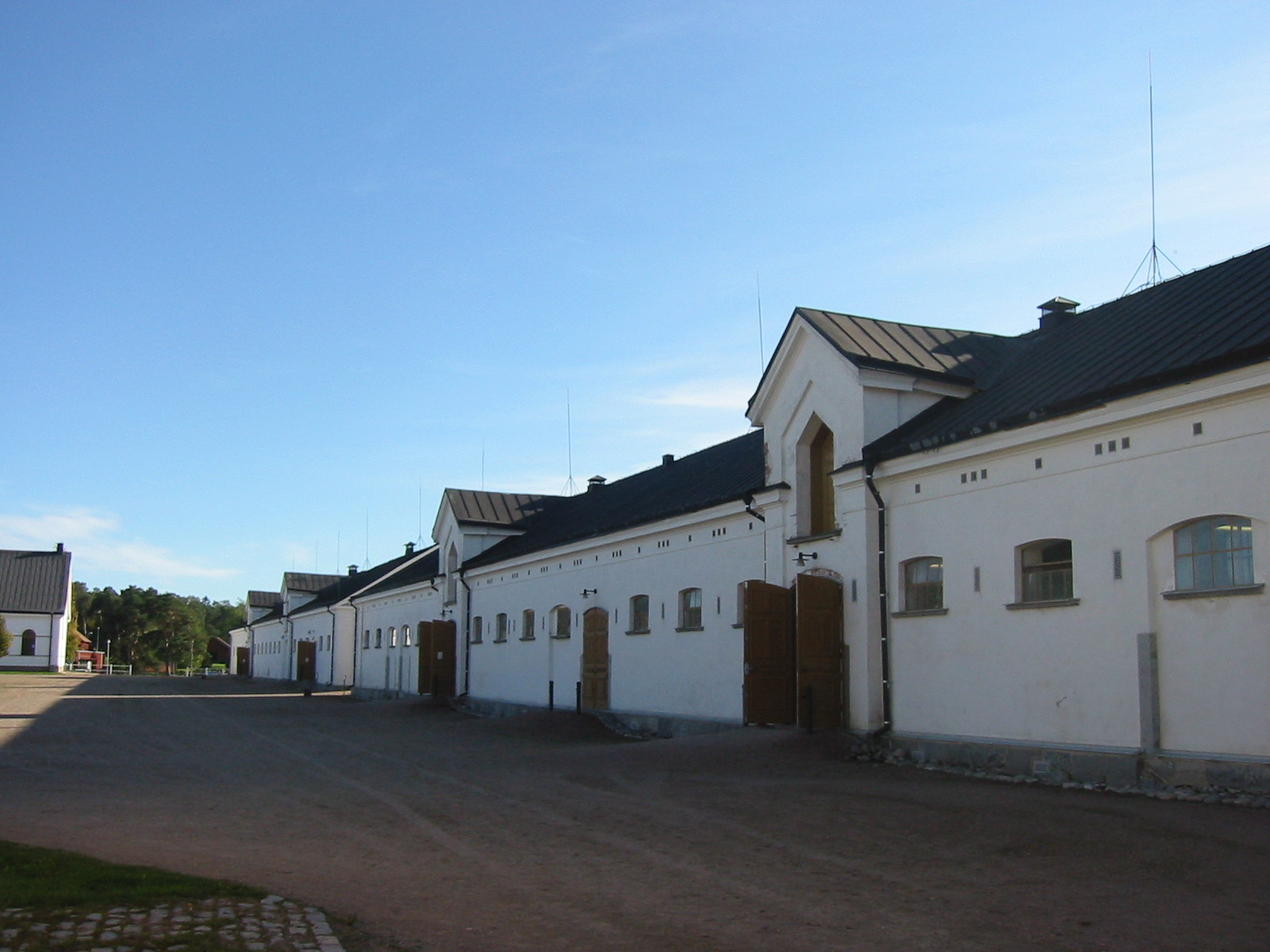
Велика стайня

На півдні, біля Меларстрандена, знаходиться  Трьомсгольмська школа верхової їзди, яка до 1968 була армійською школою для навчання верховій їзді та водінню. Зовсім поруч було поле для тренувань Utnäslöt.
У замковому парку на схід від замку Трьомсгольм щороку в червні проводяться змагання зі стрибків та виїздки, змагання до Національного свята.
Щороку на острові Естеренген біля замку організовуються Шведські Великі національні змагання з галопу. На Остеренгені організовуються польові змагання національного рівня.
Народна школа Horsport також знаходиться в Трьомсхольмі.
У Сталбакені знаходиться Knytpunkten, центр для відвідувачів із аудиторією, виставкою, кафе та туристичною інформацією. Центр є частиною Екомузею Бергслаґен.

## Інше
У Трьомсгольмі у 2018 був Музей джазу з 12 000 об’єктів від великої кількості художників, таких як Чарлі Норман, Еліс Бабс та Повел Рамель.